# Acrotylus bicornis
Acrotylus bicornis är en insektsart som beskrevs av Sjöstedt 1918. Acrotylus bicornis ingår i släktet Acrotylus och familjen gräshoppor. Inga underarter finns listade i Catalogue of Life.